# 斯维德鲁普陨石坑
斯维德鲁普陨石坑（Sverdrup）是位于月球南极附近的一座大撞击坑，其名称取自十九世纪挪威水手暨北极探险家奥托·斯维德鲁普（Otto Sverdrup，1855年-1930年），2000年被国际天文学联合会批准接受。

## 描述

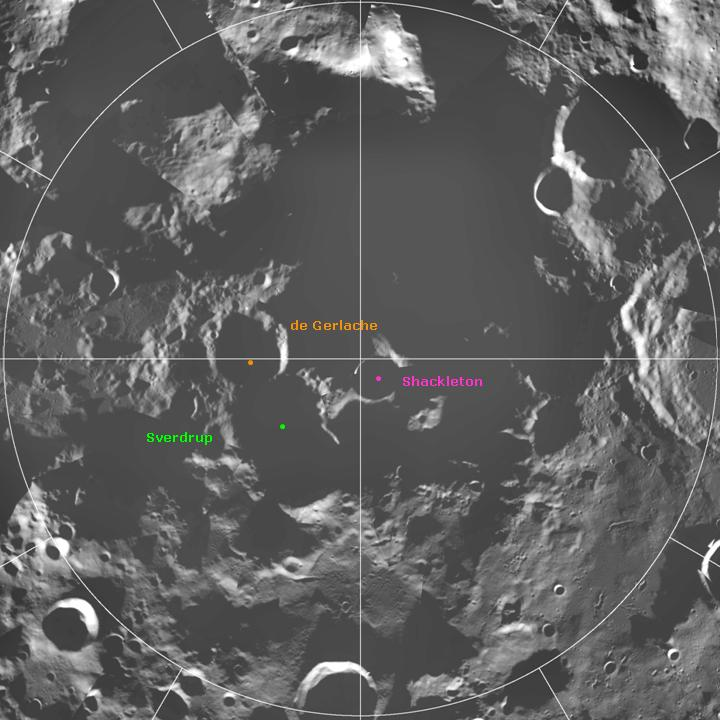
斯维德鲁普陨石坑的周边，克莱门汀号拍摄。

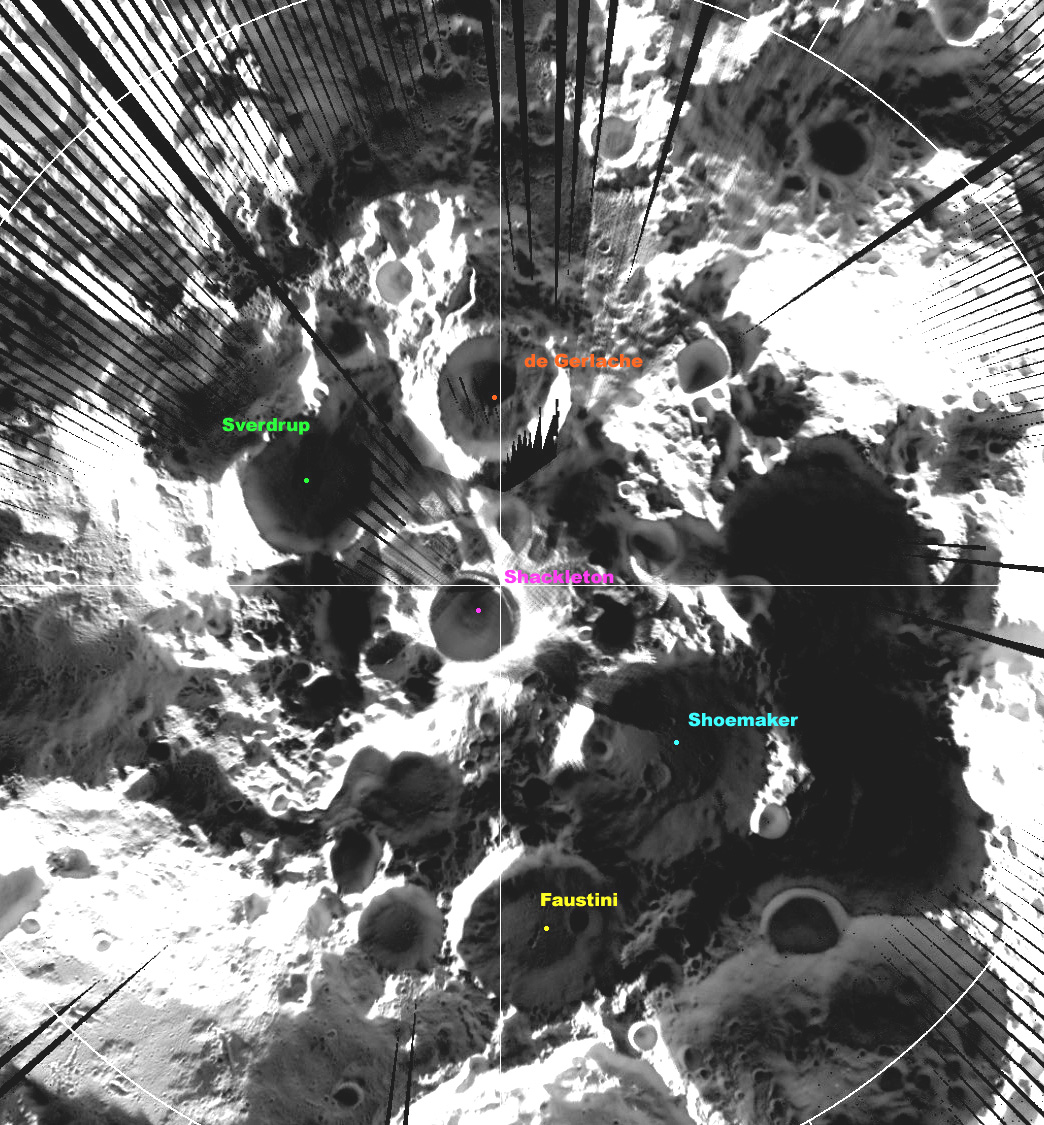
热辐射测量数据构建的斯维德鲁普陨石坑图

该陨坑西侧靠近斯莱特陨石坑、西北毗邻维舍特陨石坑、库恩陨石坑和科赫尔陨石坑位于它的北面和东北偏北，而它的东侧及南面则分别坐落了较突出的德·杰拉许陨石坑和沙克尔顿陨石坑。该陨坑中心月面坐标为88°19′S 153°23′W / 88.32°S 153.39°W，直径32.8公里，深度2.1公里。
在此前不久的过去，所获取的月球南极照片都是从地面望远镜或月球探测器相机拍摄的一些模糊不清的图片，因此，该区域也被笼统地称为“月神之地”。但随着1994年月球轨道探测器-克莱门汀号的发射，这一状况得以改变。在该飞船拍摄的图像中首次辨识出了斯维德鲁普陨石坑。
斯维德鲁普陨石坑距月球南极不到一座陨坑的距离，其位置处于相对于地球的月球背面，几乎只有平射的太阳光才能照射到这一区域。虽然陨坑部分边缘被照亮，但内部却处于永恒的黑暗中，因此，摄影方法无法显示它的地貌。
该陨坑外观大致呈圆形，坑壁磨损程度中等，沿内外侧壁显示覆盖有数座小撞击坑，部分边缘受相邻结构的撞击而有所改变。坑壁高出周边地形970米，内部容积约900公里3。坑底属于阳光永远照射不到的永夜区。按现代观点，该坑底及附近的其它陨坑为太阳系中最寒冷的地方。这也表明该陨坑内中可能存在水，因为，水和其它挥发气体从星球表面蒸发的临界温度必须在摄氏220°以上。事实上，在2009年11月13日月球探测器月球坑观测和传感卫星（LCROSS）进行轰击试验后，美国宇航局就声称在月球南极附近的卡比厄斯环形山中发现了以冰的形式存在的水。

## 另请参阅
- Andersson, L. E.; Whitaker, E. A. . NASA RP-1097. 1982.
- Blue, Jennifer. . USGS. July 25, 2007  [2007-08-05]. （原始内容存档于2018-12-25）.
- Bussey, B.; Spudis, P. . New York: Cambridge University Press. 2004. ISBN 978-0-521-81528-4.
- Cocks, Elijah E.; Cocks, Josiah C. . Tudor Publishers. 1995. ISBN 978-0-936389-27-1.
- McDowell, Jonathan. . Jonathan's Space Report. July 15, 2007  [2007-10-24]. （原始内容存档于2018-12-25）.
- Menzel, D. H.; Minnaert, M.; Levin, B.; Dollfus, A.; Bell, B. . Space Science Reviews. 1971, 12 (2): 136–186. Bibcode:1971SSRv...12..136M. doi:10.1007/BF00171763.
- Moore, Patrick. . Sterling Publishing Co. 2001. ISBN 978-0-304-35469-6.
- Price, Fred W. . Cambridge University Press. 1988. ISBN 978-0-521-33500-3.
- Rükl, Antonín. . Kalmbach Books. 1990. ISBN 978-0-913135-17-4.
- Webb, Rev. T. W.  6th revised. Dover. 1962. ISBN 978-0-486-20917-3.
- Whitaker, Ewen A. . Cambridge University Press. 1999. ISBN 978-0-521-62248-6.
- Wlasuk, Peter T. . Springer. 2000. ISBN 978-1-85233-193-1.